# Крюкови (Юбілейне сільське поселення)
Крю́кови (рос. Крюковы) — присілок у складі Котельницького району Кіровської області, Росія. Входить до складу Юбілейного сільського поселення.
Населення становить 8 осіб (2010, 7 у 2002).
Національний склад станом на 2002 рік — росіяни 100 %.